# Boltonia
Genre
Boltonia est un genre de plantes de la famille des Astéracées.

## Liste d'espèces
Selon ITIS (5 mars 2025) :
- Boltonia apalachicolensis L.C. Anderson
- Boltonia asteroides (L.) L'Hér.
- Boltonia caroliniana (Walter) Fernald
- Boltonia decurrens (Torr. & A. Gray) Alph. Wood
- Boltonia diffusa Elliot
- Boltonia lautureana Debeaux

Selon NCBI (5 mars 2025) :
- Boltonia microps (Borgmeier, 1957)

Selon Tropicos (5 mars 2025) (Attention liste brute contenant possiblement des synonymes) :
- Boltonia apalachicolensis L.C. Anderson
- Boltonia asteroides (L.) L'Hér.
- Boltonia cantoniensis (Lour.) Franch. & Sav.
- Boltonia caroliniana (Walter) Fernald
- Boltonia decurrens (Torr. & A. Gray) Alph. Wood
- Boltonia diffusa Elliott
- Boltonia glastifolia (Hill) L'Hér.
- Boltonia incisa (Fisch.) Benth.
- Boltonia indica (L.) Benth.
- Boltonia integrifolia (Turcz. ex DC.) Benth. & Hook. f.
- Boltonia interior (Fernald & Griscom) G.N. Jones
- Boltonia latisquama A. Gray
- Boltonia lautureana Debeaux
- Boltonia montana J.F. Townsend & Karaman-Castro
- Boltonia occidentalis (A. Gray) Howell
- Boltonia pekinensis (Hance) Hance
- Boltonia ravenelii Fernald & Griscom
- Boltonia recognita (Fernald & Griscom) G.N. Jones
- Boltonia savatieri Makino
- Boltonia seemannii (Sch. Bip.) Benth. & Hook. f.